# John H. Cox
John Herman Cox (født 15. juli 1955 i Chicago, Illinois i USA) er en amerikansk forretningsmand og radioprogramleder. Den 9. marts 2006 erklærede han sig som republikansk præsidentkandidat for valgene i 2008. 
I 1981 grundlagde John H. Cox et advokatfirma som specialiserede sig indenfor forretningsret og skatteplanlægning. I tillæg grundlagde han i 1985 et selskab for investeringsrådgivning og skatteplanlægning, og i 1995 et ejendomsfirma som specialiserede sig i udlejelejligheder. 